# Martelaren van Oeganda
De martelaren van Oeganda zijn 22 katholieke en 23 anglicaanse martelaren die tussen januari 1885 en januari 1887 in odium fidei zijn gedood. Ze worden door de katholieke kerk als heiligen en door de anglicaanse gemeenschap als martelaren vereerd.
In 1877 kwamen de eerste anglicaanse missionarissen naar het koninkrijk Boeganda. Twee jaar later arriveerden de Witte Paters, en zij kregen toestemming van de kabaka (koning) Mutesa I om zich te vestigen nabij het koninklijk hof. Koning Mutesa I werd in 1884 opgevolgd door kabaka Mwanga II. Mwanga II was bezorgd over de toenemende invloed van het christendom. Op 29 oktober 1885 liet hij de anglicaanse bisschop James Hannington en diens gevolg vermoorden aan de oostgrens van zijn koninkrijk. De Oegandese martelaren werden in de jaren 1885 - 1887 vermoord op bevel van Mwanga II. Veel van deze martelaren waren pages aan het hof van de koning. Hierbij speelde ook een rol dat zij weigerden toe te geven aan de seksuele eisen van de koning. De martelaren werden onthoofd of levend verbrand.
In Oeganda is 3 juni een nationale feestdag ter herdenking van de martelaren. In Namugongo, nabij de plaats waar de martelaren levend zijn verbrand, is in de tweede helft van de jaren 1960 de Basiliek van de Martelaren van Oeganda gebouwd. De Basiliek van de Martelaren van Oeganda in Munyonyo, in het zuiden van Kampala, werd in 2016 voltooid.

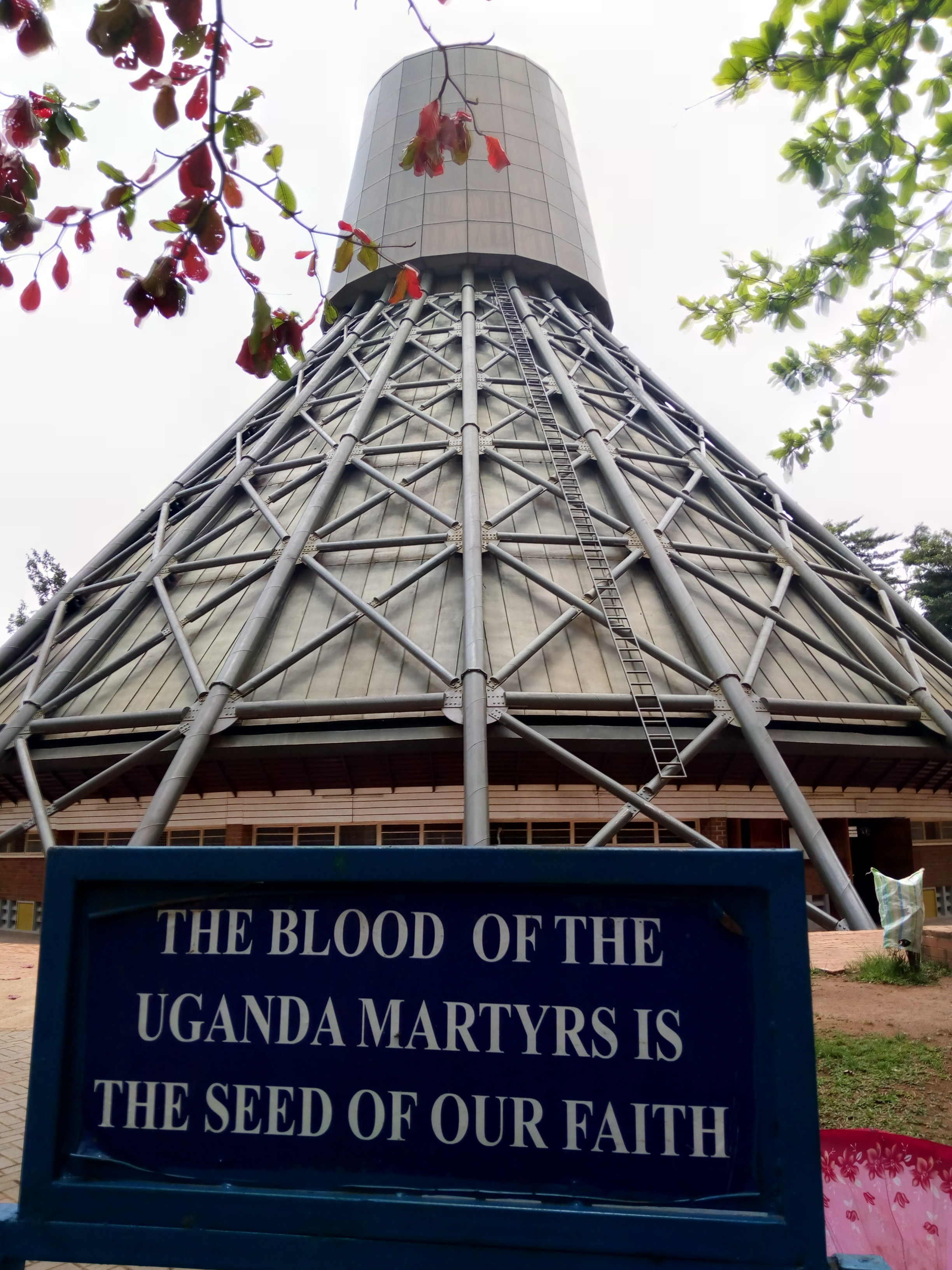
Basiliek van de Martelaren van Oeganda in Namugongo

## De martelaren

### Katholieke martelaren
1. Achilles Kiwanuka († 3 juni 1886)
2. Adolfus Ludigo-Mukasa († 3 juni 1886)
3. Ambrosius Kibuuka († 3 juni 1886)
4. Anatolius Kiriggwajjo († 3 juni 1886)
5. Andreas Kaggwa († 26 mei 1886)
6. Athanasius Bazzekuketta († 27 mei 1886)
7. Bruno Sserunkuuma († 3 juni 1886)
8. Carolus Lwanga († 3 juni 1886)
9. Dionysius Ssebuggwawo Wasswa († 25 mei 1886)
10. Gonzaga Gonza († 27 mei 1886)
11. Gyavira Musoke († 3 juni 1886)
12. Jakobus Buuzaabalyaawo († 3 juni 1886)
13. Johannes Maria Muzeeyi († 27 januari 1887)
14. Jozef Mukasa († 15 november 1885)
15. Kizito († 3 juni 1886)
16. Lucas Baanabakintu († 3 juni 1886)
17. Mathias Mulumba († 30 mei 1886)
18. Mbaga Tuzinde († 3 juni 1886)
19. Mugagga Lubowa († 3 juni 1886)
20. Mukasa Kiriwawanvu († 3 juni 1886)
21. Noé Mawaggali († 31 mei 1886)
22. Pontianus Ngondwe († 26 mei 1886)

Paus Benedictus XV verklaarde de katholieke martelaren van Oeganda op 6 juni 1920 zalig. Op 18 oktober 1964 zijn ze in Rome door paus Paulus VI heilig verklaard.

### Anglicaanse martelaren
1. Marc Kakumba	(† 31 januari 1885)
2. Josef Rugarama († 31 januari 1885)
3. Noë Sserwanga († 31 januari 1885)
4. Moïse Mukasa († 25 mei 1886)
5. Elia Mbwa († 27 mei 1886)
6. Muddu-aguma († 27 mei 1886)
7. Daudi Muwanga († mei 1886)
8. Kitoogo Mayanja  († 31 mei 1886)
9. Muwanga († 31 mei 1886)
10. Kiwanuka Gyaza († 3 juni 1886)
11. Alexander Kadoko († 3 juni 1886)
12. Kifamunnyanja	(† 3 juni 1886)
13. Giyaza Kiwanuka († 3 juni 1886)
14. Frederick Kizza († 3 juni 1886)
15. Kwabafu († 3 juni 1886)
16. Mukasa Lwakisiga († 3 juni 1886)
17. Lwanga († 3 juni 1886)
18. Mubi-azaalwa († 3 juni 1886)
19. Albert Munyagabyangu († 3 juni 1886)
20. Njigija Muwanga († 3 juni 1886)
21. Daniel Nakabandwa († 3 juni 1886)
22. Noé Walukagga († 3 juni 1886)
23. Wasswa († 3 juni 1886)